# Marino Bargagna
Marino Bargagna (Collesalvetti, 1927 – Livorno, 4 giugno 2001) è stato un medico italiano.
Ordinario di Medicina legale diresse la Scuola di Specializzazione e l'Istituto di Medicina Legale dell'Università di Pisa.
Raggiunse la notorietà scientifica come Coordinatore del Gruppo di Ricerca del CNR che pubblicò nel 1996 la "Guida Orientativa per la Valutazione del Danno Biologico Permanente", il Barème italiano più diffuso per la valutazione del danno alla persona da illecito civile. 
Il Bareme Europeo è oggi punto di riferimento per l'armonizzazione dei criteri di risarcimento tra le nazioni dell'UE, ed è utilizzato nella responsabilità civile auto in paesi quali il Portogallo, la Francia, il Belgio, e per la valutazione in materia di infortunistica privata per i dipendenti del Parlamento Europeo.
L'attività scientifica di Bargagna si connota inoltre per aver diretto con Francesco Donato Busnelli,  "l'Osservatorio della Giurisprudenza in Tema di Danno alla Salute" della Scuola Superiore Sant'Anna di Pisa, e per il contributo dato alla crescita del dibattito scientifico e culturale di merito.
Seguì da consulente d'ufficio i casi del Moby Prince, la nave che nel porto di Livorno prese fuoco per una collisione causando la morte delle 140 persone a bordo, e quello del paracadutista Emanuele Scieri trovato cadavere nella Caserma Gamerra di Pisa il 16 agosto 1999.